# Макшейн, Пол (футболист)
Пол Дэ́вид Макше́йн (англ. Paul David McShane; родился 6 января 1986 года, Уиклоу) — ирландский футболист, игравший на позиции защитника. Выступал в сборной Ирландии. В настоящее время работает в тренерском штабе резервной команды «Манчестер Юнайтед».

## Клубная карьера

### Начало карьеры
Пол родился в Уиклоу, графство Уиклоу. В детстве он играл за «Ньютон Джуниорс», после чего выступал за «Грейстоунс Юнайтед» и «Сент-Дэвидс». Впоследствии он играл за дублинский клуб «Сент-Джозеф Бойс».

### «Манчестер Юнайтед»
Летом 2002 года Макшейн перешёл в английский клуб «Манчестер Юнайтед». В декабре 2004 года он отправился в аренду в клуб «Уолсолл», за который провёл четыре игры в чемпионате и забил один гол в матче против «Шеффилд Уэнсдей». Весной 2003 года Макшейн сыграл за молодёжный состав «Манчестер Юнайтед» в финале Молодёжного кубка Англии, в котором «Юнайтед» обыграл «Мидлсбро» со счётом 3:1.
Макшейн участвовал в предсезонном турне «Манчестер Юнайтед», выступая под номером «34», однако так и не провёл ни одного официального матча за клуб.

### «Брайтон энд Хоув Альбион»
В августе 2005 года Макшейн отправился в аренду в клуб «Брайтон энд Хоув Альбион» сроком на пять месяцев. Аренда впоследствии была продлена до окончания сезона 2005/06. Болельщики «Брайтона» признали Макшейна «игроком сезона». Этому в немалой степени способствовал победный гол, забитый Макшейном в ворота «Кристал Пэлас», принципиального соперника «Брайтона», в матче 17 октября 2005 года.

### «Вест Бромвич Альбион»
10 августа 2006 года Макшейн и Люк Стил (вместе с которым Макшейн выиграл Молодёжный кубок Англии в 2003 году) перешли из «Манчестер Юнайтед» в «Вест Бромвич Альбион», а в обратном направлении последовал вратарь «Вест Бромвича» Томаш Кушчак (изначально перешедший в «Юнайтед» на правах аренды, а спустя год — на постоянной основе). Макшейн дебютировал за «дроздов» 24 августа 2006 года в матче Кубка Футбольной лиги против клуба «Лейтон Ориент». 6 января 2007 года Макшейн забил гол в ворота «Лидса» в матче Кубка Англии. «Вест Бромвич» одержал в этом матче победу со счётом 3:1. Это был первый из трёх голов, которые Макшейн забил за «дроздов» в 42 матчах за клуб.

### «Сандерленд»
26 июля 2007 года Макшейн перешёл в «Сандерленд» за £1,5 млн. Его дебют за «чёрных котов» состоялся 11 августа 2007 года в матче первого тура Премьер-лиги сезона 2007/08 против «Тоттенхэма», в котором «Сандерленд» одержал победу со счётом 1:0.

### «Халл Сити»
29 августа 2008 года «Сандерленд» принял предложение «Халл Сити» об аренде Макшейна. Выступая за «Халл», он отметился голом в ворота «Ливерпуля» на «Энфилде» 13 декабря 2008 года. 14 января 2009 года Макшейн провёл свою последнюю игру за «Халл» в рамках арендного соглашения, в котором «тигры» одержали победу над «Ньюкаслом» в матче Кубка Англии, после чего главный тренер «Сандерленда» Рики Сбраджа отозвал ирландца из аренды.
30 августа 2009 года Макшейн перешёл в «Халл Сити» на постоянной основе; сумма его трансфера не разглашается.
16 февраля 2011 года Макшейн отправился в двухмесячную аренду в клуб «Барнсли».

## Карьера в сборной
Макшейн получил свой первый вызов в сборную Ирландии от Стива Стонтона 25 сентября 2006 года, накануне отборочных матчей к Евро-2008 против сборной Кипра и сборной Чехии. Два основных центральных защитника сборной не смогли принять участия в матче против Чехии (Энди О’Брайен из-за травмы, а Ричард Данн из-за дисквалификации), поэтому Макшейн начал встречу в стартовом составе. Эта игра, которая прошла 11 октября 2006 года, завершилась вничью со счётом 1:1.

## Стиль игры
Ирландский ведущий и бывший игрок сборной Имон Данфи сравнил Макшейна с испанским защитником Серхио Рамосом, назвав Рамоса «Полом Макшейном на стероидах».